# محمد عبيد الحماد
محمد عبد الرحمن عبيد عبد الرحمن الحماد هو رجل أعمال سعودي، ومالك مشارك لمجموعة البيان القابضة، الأولى جيوجيت و20 مؤسسة أخرى في المملكة العربية السعودية ومجلس التعاون الخليجي.

## التعليم
حصل الحماد على درجة الدكتوراه والماجستير في إدارة الأعمال في عام 2003 من جامعة برايتون، برايتون، المملكة المتحدة.

## الأعمال

### مجموعة البيان القابضة
الحماد هو المالك المشارك بحصة %24.5 في مجموعة البيان القابضة، وهي مجموعة مقرها في الرياض، المملكة العربية السعودية جنبا إلى جنب مع فرعها في مدينة الكويت، الكويت.

### نائب رئيس مجلس الجمعيات التعاونية السعودية
في عام 2015، أبلغت سعودي غازيت وعرب نيوز أنه تم تعيين الحماد كنائب لرئيس مجلس الجمعيات التعاونية السعودية في 22 نوفمبر 2014 من قبل الأمير سعود بن سلمان بن عبد العزيز آل سعود.

## أزمات 2017

### تصنيفات رام الماليزية
في مارس 2017، ذكرت جريدة ذا ستار الماليزية أن خدمات تقييم رام الماليزية التابعة لرام بيرهاد القابضة، في كوالالمبور قد علقت تقييم «RK1bil صكوك وكالة» (2013/2023) الصادر عن مجموعة البيان القابضة بعد فشل الأخيرة في الوفاء بالتزامات معينة ضرورية لتصنيف رام. نتج عن ذلك تصاعد الأزمة المالية في مجموعة البيان القابضة.
بعد تعليق تصنيفات رام، أفيد أن العديد من الشركات بدأت في سحب عقودها واتفاقياتها مع مجموعة البيان القابضة، مما يشير إلى وجود أزمة مالية في البيان.

### غضب وسائل التواصل الاجتماعي
في ديسمبر 2017، قام مغترب مصري يعرف نفسه كموظف في مجموعة البيان القابضة بتحميل مقطع فيديو على موقع يوتيوب حيث شرح عن مضايقته العقلية في الشركة من قبل أصحابها الأربعة. كما طلب إلقاء القبض على أصحابه المشتركين وتصفية مستحقاته من خلال تدخل سلمان آل سعود. قام الشخص نفسه بتحميل مقطع فيديو في أواخر ديسمبر 2017 أو أوائل يناير 2018 حيث سجل مقطعًا عبر هاتفه المحمول يظهر فيه مجموعة من الموظفين الذين تقطعت بهم السبل في شركة DNGO للمقاولات ونهضة الإعمار، الشركتان الفرعيتان لمجموعة البيان القابضة ويقولون أنهم لم يتلقوا مستحقاتهم ورواتبهم ويطالبون بالعدالة.
في أوائل كانون الثاني (يناير) 2017، قام شخص يعرف نفسه كمهندس معين في مجموعة البيان القابضة بتسجيل لقطات عبر هاتفه المحمول ثم قام بتحميلها لاحقًا على يوتوب. في شريط الفيديو، أظهر أن الموظفين الذين يحملون لافتات يقومون بالإضراب لأن بعضهم لم يتلقوا مستحقاتهم ورواتبهم خلال الأشهر الـثلاثة عشر الماضية. قام نفس الشخص بتحميل مقطع فيديو في نفس شهر يناير حيث يعرض فيه المغتربين الذين تقطعت بهم السبل والذين لم يتلقوا رواتبهم لأكثر من ستة أشهر وهم في إضراب ضد الشركة في موقع مشروع للبيان القابضة في منطقة عسير.
قام مغترب آخر يشتغل في مجموعة البيان القابضة بتحميل مقطع فيديو على يوتوب في فبراير 2018 يطلب العدالة من الملك سلمان آل سعود وولي العهد الأمير محمد بن سلمان آل سعود بعد أن لم يتلق راتبه لأكثر من اثني عشر شهرًا.